# Vol'ha Nazarava
Vol'ha Viktaraŭna Nazarava (in bielorusso Вольга Віктараўна Назарава?; Omsk, 27 agosto 1977) è un'ex biatleta bielorussa.
È indicata anche con la variante russa del suo nome, Ольга Назарова  (Ol'ga Nazarova).

## Biografia
In Coppa del Mondo esordì il 13 dicembre 1998 a Hochfilzen (41ª) e ottenne la prima vittoria, nonché primo podio, il 21 dicembre 2002 a Osrblie.
In carriera prese parte a tre edizioni dei Giochi olimpici invernali, Salt Lake City 2002 (14ª nella sprint, 11ª nell'inseguimento, 6ª nell'individuale, 7ª nella staffetta), Torino 2006 (8ª nella sprint, 7ª nell'inseguimento, 6ª nella partenza in linea, 7ª nell'individuale, 4ª nella staffetta) e Vancouver 2010 (74ª nella sprint), e a nove dei Campionati mondiali, vincendo due medaglie.

## Palmarès

### Mondiali
- 2 medaglie:
  - 2 bronzi (partenza in linea[1] a Oslo 2002; staffetta[1] a Hochfilzen/Chanty-Mansijsk 2005)

### Mondiali juniores
- 2 medaglie:
  - 2 bronzi (sprint, staffetta a Forni Avoltri 1997)

### Coppa del Mondo
- Miglior piazzamento in classifica generale: 13ª nel 2006
- 7 podi (1 individuale, 6 a squadre), oltre a quelli ottenuti in sede iridata e validi anche ai fini della Coppa del Mondo:
  - 2 vittorie (a squadre)
  - 1 secondo posto (a squadre)
  - 4 terzi posti (1 individuale, 3 a squadre)

#### Coppa del Mondo - vittorie
| Data             | Località   | Nazione    | Spec.                                                               |
| ---------------- | ---------- | ---------- | ------------------------------------------------------------------- |
| 21 dicembre 2002 | Osrblie    | Slovacchia | RL (con Lilija Efremova, Ljudmila Arloŭskaja e Alena Zubrylava)     |
| 12 dicembre 2003 | Hochfilzen | Austria    | RL (con Ekaterina Vinogradova, Ksenija Zikunkova e Alena Zubrylava) |

Legenda:

RL = staffetta